# Psy 2.5. W imię miłości
Psy 2.5. W imię miłości – polska powieść sensacyjna w formie audiobooka. Jej akcja rozgrywa się pomiędzy akcją filmów Psy 2. Ostatnia krew i Psy 3. W imię zasad, a narratorem jest Waldemar Morawiec.